# Musca quadrilineata
Musca quadrilineata är en tvåvingeart som först beskrevs av Lichtenstein 1796.  Musca quadrilineata ingår i släktet Musca, ordningen tvåvingar, klassen egentliga insekter, fylumet leddjur och riket djur. Inga underarter finns listade i Catalogue of Life.